# Château-la-Vallière
Château-la-Vallière är en kommun i departementet Indre-et-Loire i regionen Centre-Val de Loire i de centrala delarna av Frankrike. Kommunen ligger i kantonen Château-la-Vallière som tillhör arrondissementet Tours. År 2022 hade Château-la-Vallière 1 734 invånare.

## Befolkningsutveckling
Antalet invånare i kommunen Château-la-Vallière
Referens:INSEE